# Антоніо Ді П'єтро
Антоніо Ді П'єтро (італ. Antonio Di Pietro; нар. 2 жовтня 1950, Монтенеро-ді-Бізачча, Молізе) — італійський прокурор і політик.
Народився у бідній селянській сім'ї, в юності виїжджав на заробітки до ФРН. У 1978 році він закінчив юридичний факультет Міланського університету, після чого працював адвокатом і прокурором, потім магістратом. На початку 90-х років активно виступав за боротьбу з корупцією в органах державної влади, брав участь в Операції «Чисті руки». У 1996 році став міністром громадських робіт, через рік обраний сенатором, у 1998 році заснував і очолив партію Італія цінностей (з 2013 року є її почесним лідером). У 1999–2004 роках депутат Європарламенту. З 2006 по 2008 рік обіймав у другому уряді Романо Проді посаду міністра інфраструктури. Одружений, має трьох дітей.